# Флаг автономного сообщества Мурсия
Флаг Мурсии (исп. Bandera de la Región de Murcia) — один из символов автономного сообщества Мурсия.
Флаг был принят 9 июня 1982 года. В статье 4.1 Статута автономного сообщества Мурсия дано описание.

Флаг региона Мурсия — прямоугольное полотнище малинового фона. В верхнем левом углу четыре замка с зубцами, распределённых по парам. В нижнем правом углу — семь королевских корон в четыре ряда, одна, три, две и одна соответственно.

Четыре замка символизируют исторически окружавшие Мурсию территории: Кастильскую и Арагонскую короны, Гранадский эмират и Средиземное море. Семь корон означают привилегии, данные испанской короной Королевству Мурсия.